# Хонолит
Хонолит (от греч. κωνεύω — отливаю и греч. λίθος — камень) — интрузия неправильной формы, образовавшаяся в наиболее ослабленной зоне вмещающих пород, как бы заполняющая «пустоты» во вмещающей породе. Хонолиты обычно сложены гранитоидами. Зачастую хонолиты считают лакколитами неправильной формы.